# Libice nad Cidlinou
Libice nad Cidlinou är en ort i Tjeckien.   Den ligger i regionen Mellersta Böhmen, i den centrala delen av landet, 50 km öster om huvudstaden Prag. Libice nad Cidlinou ligger 192 meter över havet och antalet invånare är 1 310.
Terrängen runt Libice nad Cidlinou är platt, och sluttar västerut.Runt Libice nad Cidlinou är det ganska tätbefolkat, med 75 invånare per kvadratkilometer. Närmaste större samhälle är Poděbrady, 4,6 km väster om Libice nad Cidlinou. Trakten runt Libice nad Cidlinou består till största delen av jordbruksmark.